# Sneha Jawale
Sneha Jawale   (1977) és una assistenta i treballadora social índia activista per la visibilització de la violència contra les dones.
Va patir maltractaments continuats per part del seu marit que anàven creixent d'intensitat. El desembre del 2000 el seu marit la va ruixar amb querosè i va calar foc cremant-li la cara i argumentant que el dot que havia rebut era insuficient. A més, es va endur el seu fill. Des de l'hospital, va explicar el que havia passat als seus pares, que no van voler que ella denunciés al seu marit. A partir d'aquest moment, Sneha Jawale va refer la seva vida treballant en diferents feines on no havia de mostrar la cara, llegint cartes del tarot i escrivint llibres.
Dotze anys després va decidir denunciar el que havia viscut i per vèncer les seves pors, el 2012 va participar en una obra de teatre anomenada Nirbhaya, que és el nom de la víctima d'una violació grupal de Delhi. Del 2012 al 2016 va representar l'obra per trencar el silenci sobre la violència contra les dones. Gràcies a l'obra moltes dones van decidir denunciar casos similars.
El 2022 va ser reconeguda com una de les 100 dones més inspiradores per la BBC.